# 防鯊網

防鯊網可以防止鲨鱼游到海滩附近

防鲨网（英語：Shark net）是用渔网设置的一种水下鱼梁，主要用来在阻拦鲨鱼等大型鱼类进入指定浅水海域（通常是海滩附近的海水浴场）。防鲨网广泛用于各种海灘外，用来防止鲨鱼袭击游泳者。除了防止鯊魚咬泳客外，也具備防止泳客遭到海上航行船隻撞擊以及防止海上垃圾漂到岸邊的功用。

## 環保爭議
防鲨网雖然能夠保護游泳者免受鯊魚攻擊，但也會導致不少海洋生物被誤傷。因此不少環保人士及動物權益團體，要求清除防鯊網。此外，防鯊網也要經常檢查和維護，才能有效防止鯊魚攻击。